# E3 Saxo Classic 2023
65. ročník jednodenního cyklistického závodu E3 Saxo Classic se konal 24. března 2023 v Belgii. Vítězem se stal Belgičan Wout van Aert z týmu Team Jumbo–Visma. Na druhém a třetím místě se umístili Nizozemec Mathieu van der Poel (Alpecin–Deceuninck) a Slovinec Tadej Pogačar (UAE Team Emirates). Závod byl součástí UCI World Tour 2023 na úrovni 1.UWT a byl jedenáctým závodem tohoto seriálu.

## Týmy
Závodu se zúčastnilo všech 18 UCI WorldTeamů a 7 UCI ProTeamů. Týmy Israel–Premier Tech, Lotto–Dstny a Team TotalEnergies dostaly automatické pozvánky jako 3 nejlepší UCI ProTeamy sezóny 2022, další 4 UCI ProTeamy (Bingoal WB, Q36.5 Pro Cycling Team, Team Flanders–Baloise a Uno-X Pro Cycling Team) pak byly vybrány organizátory závodu, Hand in Hand. Všechny týmy přijely se sedmi jezdci, ale 2 závodníci neodstartovali, celkem se tak na start postavilo 173 závodníků. Do cíle v Harelbeke dojelo 101 z nich.
UCI WorldTeamy
- AG2R Citroën Team
- Alpecin–Deceuninck
- Arkéa–Samsic
- Astana Qazaqstan Team
- Bora–Hansgrohe
- Cofidis
- EF Education–EasyPost
- Groupama–FDJ
- Ineos Grenadiers
- Intermarché–Circus–Wanty
- Movistar Team
- Soudal–Quick-Step
- Team Bahrain Victorious
- Team DSM
- Team Jayco–AlUla
- Team Jumbo–Visma
- Trek–Segafredo
- UAE Team Emirates

UCI ProTeamy
- Bingoal WB
- Israel–Premier Tech
- Lotto–Dstny
- Q36.5 Pro Cycling Team
- Team Flanders–Baloise
- Team TotalEnergies
- Uno-X Pro Cycling Team

## Výsledky
| Pořadí | Jezdec                     | Tým                     | Čas        |
| ------ | -------------------------- | ----------------------- | ---------- |
| 1      | Wout van Aert (BEL)        | Team Jumbo–Visma        | 4h 44' 59" |
| 2      | Mathieu van der Poel (NED) | Alpecin–Deceuninck      | + 0"       |
| 3      | Tadej Pogačar (SLO)        | UAE Team Emirates       | + 0"       |
| 4      | Matteo Jorgenson (USA)     | Movistar Team           | + 33"      |
| 5      | Iván García Cortina (ESP)  | Movistar Team           | + 44"      |
| 6      | Stefan Küng (SUI)          | Groupama–FDJ            | + 56"      |
| 7      | Matej Mohorič (SLO)        | Team Bahrain Victorious | + 56"      |
| 8      | Valentin Madouas (FRA)     | Groupama–FDJ            | + 1' 25"   |
| 9      | Søren Kragh Andersen (DEN) | Alpecin–Deceuninck      | + 1' 31"   |
| 10     | Filippo Ganna (ITA)        | Ineos Grenadiers        | + 1' 31"   |